# Xenos moutoni
Xenos moutoni (лат.) — вид веерокрылых насекомых рода Xenos из семейства Xenidae. Встречаются в Азии: Китай, Лаос, Тайвань, Япония. Крылатые самцы на преимагинальной стадии и червеобразные безногие самки большую часть жизни проводят в теле крупных общественных ос (Vespidae). Паразиты рода шершней Vespa, например, Vespa mandarinia Smith, Vespa dybowskii André, Vespa ducalis, Vespa simillima. Вид был впервые описан в 1903 году французским энтомологом Henri du Buysson (1856—1927), по типовым материалам из Азии. Бохарт (Bohart, 1941) сделал Vespaxenos младшим синонимом Xenos и свёл таксоны Vespaexenos crabronis и Vespaexenos buyssoni в младшие синонимы к Xenos moutoni.